# Ancien temple protestant du Poët-Laval
L'ancien temple protestant du Poët-Laval, actuellement musée du protestantisme dauphinois, est un monument situé à Le Poët-Laval, commune de la Drôme. C'est l'un des trois temples protestants français qui datent d'avant la révocation de l'édit de Nantes en 1685.

## Histoire
Implanté au sein de la partie médiéval du village, dans l'ancienne commanderie de l'ordre des chevaliers hospitaliers, le bâtiment a eu plusieurs utilisations. Tout d'abord maison de chevalier, au XVe siècle, la demeure a été ensuite maison communale, puis temple protestant en 1622 alors que la région (Drôme, Cévennes) est très largement acquise aux idées de la réforme protestante.
Ce temple est l'un des trois temples protestants français qui datent d'avant la révocation de l'édit de Nantes en 1685 ; tous les autres temples protestants ont été détruits en France par les forces armées du roi Louis XIV.
Après l'interdiction de la Religion prétendue réformée, le temple redevient maison commune du village, et ne subit alors aucune modification. L’édit de Versailles, édit de tolérance signé par Louis XVI en 1787, puis l'article 10 de la Déclaration des droits de l'homme et du citoyen de 1789 vont permettre aux protestants de retrouver leur temple qui est réaffecté au culte en 1807. Réaménagé en 1860, il conserve l'aspect caractéristique des temples de la Réforme des XVIe et XVIIe siècles avec sa chaire centrale et ses bancs répartis en cercle (ou en carré). C'est en 1935 qu'il est désaffecté en tant que lieu de culte.
Depuis 1961, le lieu est transformé en musée de l'Histoire du protestantisme drômois, nommé Musée du protestantisme dauphinois,.

## Description
La salle de l’ancien temple en totalité, les façades et les toitures de l’ensemble de la maison communale sont inscrites à l'inventaire des monuments historiques depuis le 5 juin 2014.

## Pour approfondir